# Emília Ferreira (atriz)
Maria Emília dos Anjos Ferreira, mais conhecida por Emília Ferreira (Lisboa, 2 de agosto de 1852 — Lisboa, 13 de maio de 1882), foi uma atriz de teatro portuguesa do século XIX.

## Biografia
Nasceu em Lisboa, na freguesia de São Nicolau, a 2 de agosto de 1852, filha do procurador Jorge de Sousa Alves Ferreira e de sua mulher, Emília Rosa, naturais de Lisboa. Sousa Bastos refere que a conhecia de pequenina, por vê-la todas as noites nos camarotes, nas frisas de preferência, dos diversos teatros lisboetas, em companhia dos pais, amantes do teatro e que, não se admirava, que Emília desenvolvesse o gosto pela vida de atriz, pois parecia que a família não tinha outra preocupação.
Estreou-se a 7 de fevereiro de 1872 na opereta As meninas grandes, no Teatro da Trindade. Fez depois um longo repertório, em que figuravam as festejadas peças: As três rocas de cristal, O segredo duma dama, Campanone, A Gata Borralheira, A filha da senhora Angot, A coroa de Carlos Magno, Lucrécia Bórgia, Giroflé-Giroflá, Cruz de ouro, Viagem à lua, Duquesinho, O milho da padeira, A filha do Inferno, etc.
Apesar de ser considerada uma mulher feia, conseguia agradar, porque a voz era bonita e apreciável e tinha o desembaraço indispensável no género da opereta, pelo qual ficou conhecida. No teatro era uma grande utilidade, pois substituía sem hesitação qualquer colega, mesmo os primeiros e mais difiíceis papéis. A empresa do Trindade aproveitou muito do seu merecimento. Ultimamente estava integrada na companhia do ator Júlio Vieira. Morreu ainda nova e desgraçada ao ponto de não ter cama para tratar-se da horrível doença que a afligia. O final da sua vida deu uma nota bem desagradável do ator com quem vivia e que, quando ela estava em agonia, ainda lhe foi arrancar dos pés, para os vender, os sapatos de cetim com que entrara nalgumas peças. Depois deixou-a morta no sobrado, sendo preciso que a mãe da pobre atriz, que não soubera guiá-la em vida, na morte, com grande sacrifício, a conduzisse ao cemitério.
Emília Ferreira faleceu em Lisboa, na freguesia de São José, no segundo andar da casa número 4 da Rua de Santo António da Glória, a 13 de maio de 1882, aos 29 anos de idade. Encontra-se sepultada no Cemitério dos Prazeres, no jazigo particular número 1729.